# Янкович, Алексей
Алексей (А́лекса) Я́нкович (серб. Алексеј Јанковић, 1806 (1810?) — 1869) — сербский государственный деятель. Был секретарём сербского князя Михаила. Один из деятельных зачинщиков революции 1842 года и один из редакторов конституции, Янкович, со вступлением на княжество Александра Карагеоргиевича, занял пост директора государственной канцелярии. Вместе с Петроновичем и Симичем он имел преобладающее влияние на управление делами Сербии, в особенности когда князь Александр удалился из Сербии. Занимал последовательно посты государственного канцлера, министра юстиции, президента совета министров и министра иностранных дел. С 1857 года — сенатор; в конце 1859 года вышел в отставку.